# Micrura achrostocephala
Micrura achrostocephala är en djurart som tillhör fylumet slemmaskar, och som beskrevs av Gibson 1997. Micrura achrostocephala ingår i släktet Micrura och familjen Lineidae. Inga underarter finns listade i Catalogue of Life.